# 関門海峡ダービー
関門海峡ダービー（かんもんかいきょうダービー）とは、日本のサッカークラブ、レノファ山口FCとギラヴァンツ北九州が対戦する試合（ダービーマッチ）の呼称である。

## 概要
2016年に山口がJ2へ昇格したことにより対戦が実現した。ダービーの勝利チームには「関門海峡ダービーWINNERフラッグ」が試合後にキャプテンに手渡され、次の対戦まで保有することが出来る。
初のダービー戦では山口が前半の得点を守り切り、1-0でJ2初勝利を挙げている。
2017年から2019年の間は北九州がJ3に降格したため開催されていなかったが、2019年のJ3リーグで北九州が優勝しJ2へ復帰したため、2020年は3年ぶりに関門海峡ダービーが開催され、第7節で北九州がダービー初勝利を挙げた。

## ホームスタジアム
| チーム名               | スタジアム名 （命名権名称）                          | 収容人員 | 画像     | 備考                    |
| ---------------------- | ---------------------------------------------------- | -------- | -------- | ----------------------- |
| レノファ山口FC         | 維新百年記念公園陸上競技場 (維新みらいふスタジアム） | 14,850人 | みらスタ |                         |
| ギラヴァンツ北九州     | 北九州スタジアム (ミクニワールドスタジアム北九州）   | 15,300人 | ミクスタ | 2017年 - 使用。         |
| 過去のホームスタジアム |                                                      |          |          |                         |
| ギラヴァンツ北九州     | 北九州市立本城陸上競技場                             | 10,000人 |          | J2参入 - 2016年に使用。 |

## 対戦成績・日程
- ■レノファ山口FC：3勝1分2敗
- ■ギラヴァンツ北九州：2勝1分3敗

| 年                                                          | 月日     | 時期 | 時期   | 会場     | ホーム | 得点  | アウェイ | 観客数 |
| ----------------------------------------------------------- | -------- | ---- | ------ | -------- | ------ | ----- | -------- | ------ |
| 2016年                                                      | 3月6日   | J2   | 第2節  | 本城     | 北九州 | 0 - 1 | 山口     | 3,812  |
| 2016年                                                      | 7月10日  | J2   | 第22節 | 維新公園 | 山口   | 5 - 1 | 北九州   | 6,232  |
| 2017年 - 2019年は、山口がJ2、北九州がJ3所属のため開催なし。 |          |      |        |          |        |       |          |        |
| 2020年                                                      | 7月25日  | J2   | 第7節  | ミクスタ | 北九州 | 2 - 0 | 山口     | 2,555  |
| 2020年                                                      | 12月6日  | J2   | 第39節 | みらスタ | 山口   | 4 - 1 | 北九州   | 5,072  |
| 2021年                                                      | 4月21日  | J2   | 第9節  | ミクスタ | 北九州 | 0 - 0 | 山口     | 2,921  |
| 2021年                                                      | 11月13日 | J2   | 第39節 | みらスタ | 山口   | 0 - 1 | 北九州   | 4,482  |
| 2022年 - 2025年は、山口がJ2、北九州がJ3所属のため開催なし。 |          |      |        |          |        |       |          |        |